# Opel Kadett B
Der Kadett B war ein Fahrzeug der unteren Mittelklasse und das zweite Modell der PKW-Baureihe Opel Kadett/Astra.
Der Kadett B wurde im September 1965 als Nachfolger des Kadett A vorgestellt. Wie der Vorgänger hatte er einen längs eingebauten Frontmotor und Hinterradantrieb. Bis Juli 1973 wurde er zusammen mit seiner gehobeneren Variante Olympia A über 2,7 Millionen Mal gebaut und gilt als eines der erfolgreichsten Opel-Modelle. Im August 1973 präsentierte Opel den Nachfolger Kadett C.

## Modellgeschichte

### Allgemeines

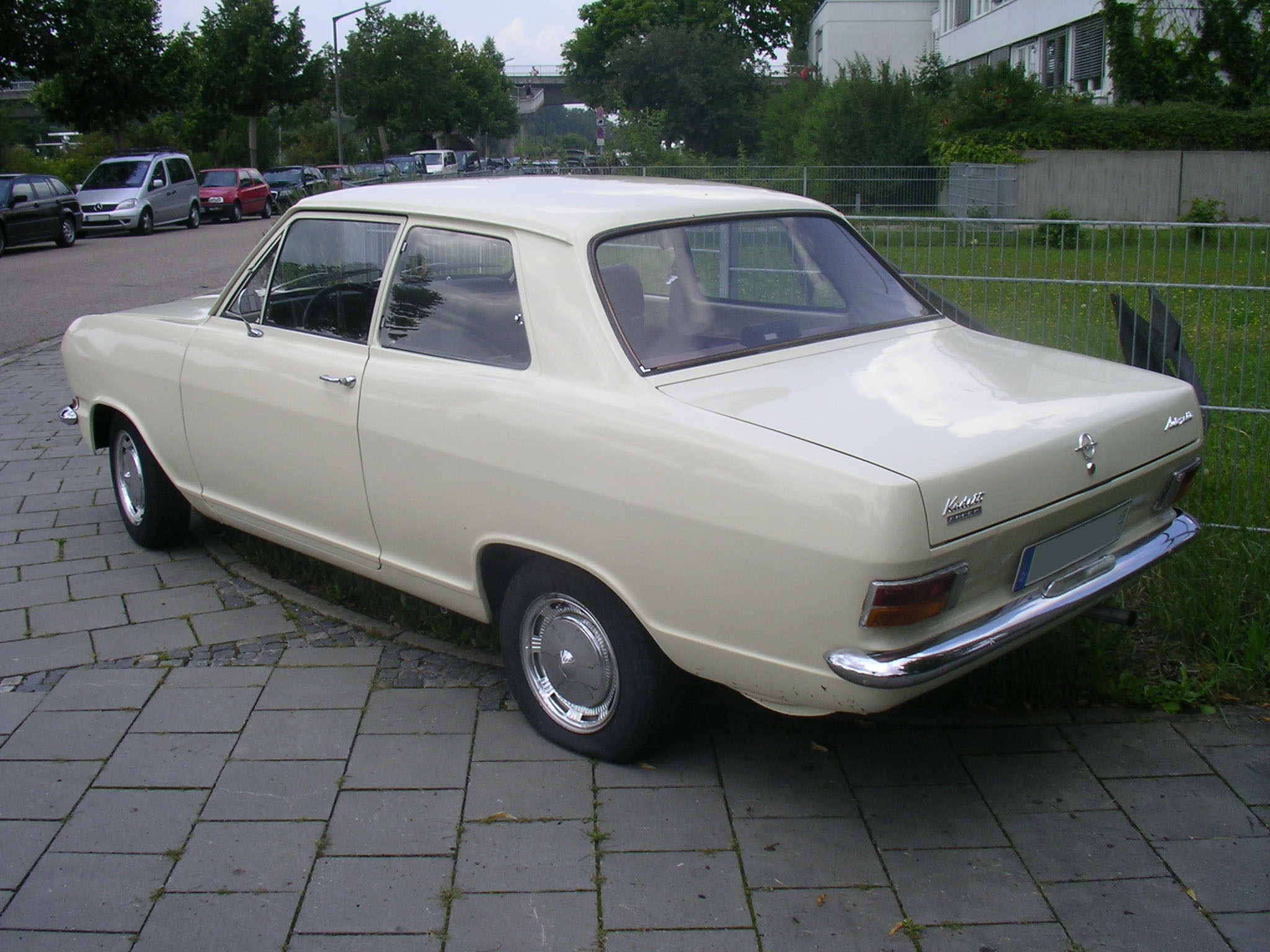
Heckansicht der zweitürigen Limousine

Konzeptionell orientierte sich der Kadett B mit längs eingebautem Vierzylinder-Viertaktmotor und Hinterradantrieb am Vorgängertyp Kadett A. Beibehalten wurde zunächst auch das blattgefederte Fahrwerk mit Doppelquerlenkern vorn und Zentralgelenk-Hinterachse.
Die neue Karosserie des Kadett B war 10 cm breiter, 18 cm länger und hatte einen um 91 mm vergrößerten Radstand von nun 2416 mm. Der Kadett B führte als Designelement nach amerikanischem Vorbild den „Hüftschwung“ auf dem europäischen Markt ein, der später unter anderem von Ford übernommen und am Rekord C deutlich ausgeformt wurde. Im Gegensatz zu seinem Vorgänger war der B-Kadett auch mit vier Türen lieferbar, außerdem waren zunächst ein Coupé mit angedeuteten Entlüftungsschlitzen hinter den hinteren Seitenscheiben („Kiemencoupé“) sowie der dreitürige Kombi, bei Opel Caravan genannt, im Angebot. Später folgten noch weitere Karosserieversionen.
Der gegenüber dem des Kadett A auf 1,1 Liter Hubraum vergrößerte Motor bot in der Basisversion des neuen Opel-Modells 45 PS (33 kW) Leistung (4 kW/5 PS mehr). Der Kadett S mit dem höher verdichteten Superbenzin-Motor von 55 PS (40 kW) Leistung hatte serienmäßig 13-Zoll-Räder und Scheibenbremsen vorn, die gegen Aufpreis auch mit dem schwächeren Motor erhältlich waren. Für sportlich orientierte Käufer wurde das Coupé ab November 1966 auch als „Rallye-Kadett“ mit einem 60 PS (44 kW) starken 1,1-Liter-Motor und erweiterter Ausstattung angeboten.
Der Kadett B LS bildete die Basis für den luxuriösen Ableger Olympia A. Die Grundkonstruktion (Fahrwerk/Motor/Getriebe) übernahm Opel auch für den Sportwagen Opel GT. Ab 1966 wurde vom GM-Konzern der Vauxhall Viva HB produziert, der dem Kadett B konzeptionell ähnelte, sich jedoch vor allem das Fahrwerk betreffend deutlich unterschied.

### Verbesserungen und neue Modelle ab Mitte 1967
Im Rahmen der Modellpflege gab es beim Kadett einen besonderen Einschnitt mit dem Ende der Werksferien im Juli 1967: Die danach hergestellten technisch verbesserten Fahrzeuge waren äußerlich an größeren Rückleuchten (außer Kombi) zu erkennen. Alle Modelle boten den Insassen mit einem stärker gepolsterten Armaturenbrett und einer Sicherheits-Lenksäule mit Dreispeichenlenkrad und Prallplatte eine höhere passive Sicherheit. Befestigungspunkte für Sicherheitsgurte waren in allen Kadett B ohnehin vorhanden. Die größte Veränderung betraf die Hinterachse: An der vom Kadett A übernommenen Zentralgelenkachse wurden die radführenden Blattfedern durch Längslenker, einen Panhardstab und Schraubenfedern ersetzt, was dem Wagen eine merkbar bessere Straßenlage gab. Weiterhin waren die vorderen Kotflügel bei der neuen Ausführung nicht mehr verschweißt, sondern angeschraubt. Das erste Fahrzeug mit diesen Verbesserungen hatte die Fahrgestellnummer 1234068. Im Teilekatalog wurde demnach zwischen „bis Fg.-Nr. 1234067“ und „ab Fg.-Nr. 1234068“ unterschieden, kurz: „Bis-Modell“ und „Ab-Modell“.
Auch bezogen auf verfügbare Karosserien, Motoren und Ausstattung gab es ab August 1967 umfangreiche Erweiterungen. Den Caravan gab es nun auch als Fünftürer, und für Limousine- und Coupé-Ausführungen kam ein 1,7-l-Motor mit 75 PS (55 kW) hinzu. Zudem wurden zwei- und viertürige Fließheck-Karosserien als Kadett „LS“-Limousine und als neues Modell Opel Olympia A produziert. Außerdem kamen das Olympia-Coupé und der Rallye-Kadett LS in einer eigenständigen Coupé-Karosserie (mit auf halber Höhe hinten spitz zulaufenden Ausstellfenstern; intern „Coupé F“ genannt) daher. Diese waren sogar als 1900 S mit 90 PS (66 kW) erhältlich. Der höhere Luftwiderstand des „Coupé F“ hatte bei allen Motorisierungen eine 5 km/h geringere Endgeschwindigkeit als beim älteren „Kiemen-Coupé“ zur Folge. Im Herbst 1967 standen 28 Kadett- und neun Olympia-Versionen zur Wahl.
Die „Luxus-Ausstattung“ der L- und LS-Modelle umfasste eine Menge Chromzierrat außen und innen, Ausstellfenster bei den zweitürigen Modellen (die der dreitürige Caravan auch als Standard-Modell trägt), Stoßstangenhörner, Aschenbecher im Fond, Beleuchtung für Motorraum, Kofferraum und Handschuhfach, eine Uhr, einen beleuchteten Zigarrenanzünder, Teppichboden, Motorhaubenentriegelung von innen usw. Die Bordspannung betrug nun 12 Volt. Gegen Aufpreis wurde eine Drehstromlichtmaschine angeboten, in der Regel in Verbindung mit der heizbaren Heckscheibe. Weitere aufpreispflichtige Extras beim Kadett B waren unter anderem: Stahlkurbeldach, 3-Gang-Vollautomatikgetriebe mit hydraulischem Drehmomentwandler, Kopfstützen vorne, H4-Hauptscheinwerfer (ab Frühjahr 1972), Scheibenbremsen vorn (ab 55 PS/40 kW serienmäßig) usw. Ab Februar 1967 hatten alle Typen serienmäßig eine Zweikreisbremsanlage und bei vorderen Scheibenbremsen serienmäßig einen Bremskraftverstärker, der vorher nur als Extra erhältlich war.
Ab Februar 1969 gab es alle Modelle mit dem 55-PS- (40-kW)- Motor (1971 durch den 1,2-Liter-60-PS-(44-kW)-Motor ersetzt) auf Wunsch auch mit 3-Gang-Vollautomatik, ebenso wie bereits ab November 1968 für den Kadett 1700 S und ab Dezember 1970 den Rallye-Kadett LS 1900.

### Sortimentsbereinigung 1970
Ab August 1970 wurden die drei Jahre vorher eingeführten Modelle mit Fließheck (Olympia und Kadett LS) sowie der fünftürige Caravan und das „Kiemen-Coupé“ nicht mehr hergestellt, ebenso war der besser motorisierte Kadett 1700 entfallen. Hintergrund war die damalige Einführung des Ascona A. Lediglich der Rallye-Kadett war weiterhin auch mit der Topmotorisierung als 1900 erhältlich, die Bezeichnung „LS“ war 1970 jedoch auch an diesem Modell entfallen. Die „Coupé F“-Karosserie war nun außerdem noch in Verbindung mit einfacher ausgestatteten Kadett-Varianten erhältlich. Mit dieser eingeschränkten Modellpalette wurde der Kadett B noch bis Juli 1973 gebaut und war somit eines der am längsten hergestellten Opel-Modelle dieser Epoche.
Ab August 1971 stieg die Leistung des 1,1-Liter-Normalbenzinmotors von 45 PS (33 kW) auf 50 PS (36 kW). Die 1,1-Liter-Superbenzinmotoren mit 55 PS (40 kW) und 60 PS (44 kW) wurden durch einen Motor mit 1,2 Liter Hubraum und 60 PS (44 kW) ersetzt. Erkennbar waren die Modelle ab August 1971 an dem vom Rallye-Kadett stammenden mattschwarzen Kühlergrill.
Ursprünglich war der im Sommer 1970 präsentierte Ascona A als Nachfolger des Kadett B vorgesehen. Da die Kölner Ford-Werke zur gleichen Zeit ihre Palette erweiterten, startete das eigentlich als Kadett C gedachte Modell als Ascona A.

## Karosserieversionen

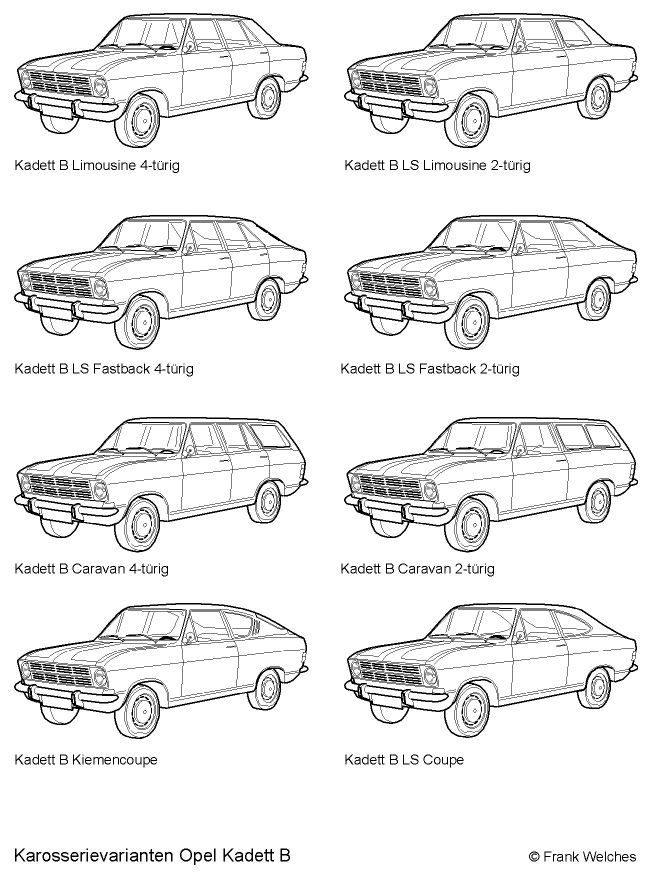
Karosserievarianten des Kadett B

Interne Typbezeichnung, erste zwei Ziffern der Fahrgestellnummer
- Modell 31: zweitürige Limousine Standard (1965–1973)
- Modell 32: Coupé („Kiemen-Coupé“) in L-Ausstattung (1965–1970; ab 11/66 als Sondermodell „Rallye“)
- Modell 33: fünftüriger Kombi (Caravan) Standard (1967–1970)
- Modell 34: dreitüriger Kombi (Caravan) Standard (1965–1973)
- Modell 35: fünftüriger Kombi (Caravan) in L-Ausstattung, (1967–1970)
- Modell 36: viertürige Limousine Standard (1965–1973; Sondermodell Ascona für die Schweiz)
- Modell 37: viertürige Limousine in L-Ausstattung (1965–1973)
- Modell 38: zweitürige Limousine in L-Ausstattung, Sondermodelle Festival und Holiday (1965–1973)
- Modell 39: dreitüriger Kombi (Caravan) in L-Ausstattung (1965–1973)
- Modell 91: zweitürige Fließheck-Limousine LS (1967–1970; mit Zwangsentlüftung)
- Modell 92: zweitüriges Coupé mit Fließheck LS (1967–1973; ab B-Säule geändertes Heck („Coupé F“), auch als Kadett Rallye)
- Modell 95: zweitüriges Coupé (nur für US-Export)
- Modell 96: viertürige Fließheck-Limousine LS (1967–1970; mit Zwangsentlüftung)
- Modell 97: viertürige Fließheck-Limousine Olympia (1967–1970; wie Modell 96 mit geänderter Front und besserer Ausstattung)
- Modell 98: zweitürige Fließheck-Limousine Olympia (1967–1970; wie Modell 91 mit geänderter Front und besserer Ausstattung)
- Modell 99: zweitüriges Coupé Olympia (1967–1970; wie Modell 92 mit geänderter Front und besserer Ausstattung)

Bemerkenswert am Kadett B sind vier verschiedene Schrägheck-Karosserien, die an der C-Säule zu unterscheiden sind:
1. die hintere Seitenscheiben-Ecke ganz hochgezogen („Kiemencoupé“),
2. dann in mittlerer Höhe spitz zulaufend („Coupé F“),
3. und die Fließheck-Variante mit der Ecke unten bei den Kadett LS, die es zweitürig und
4. viertürig gab.

## Galerie

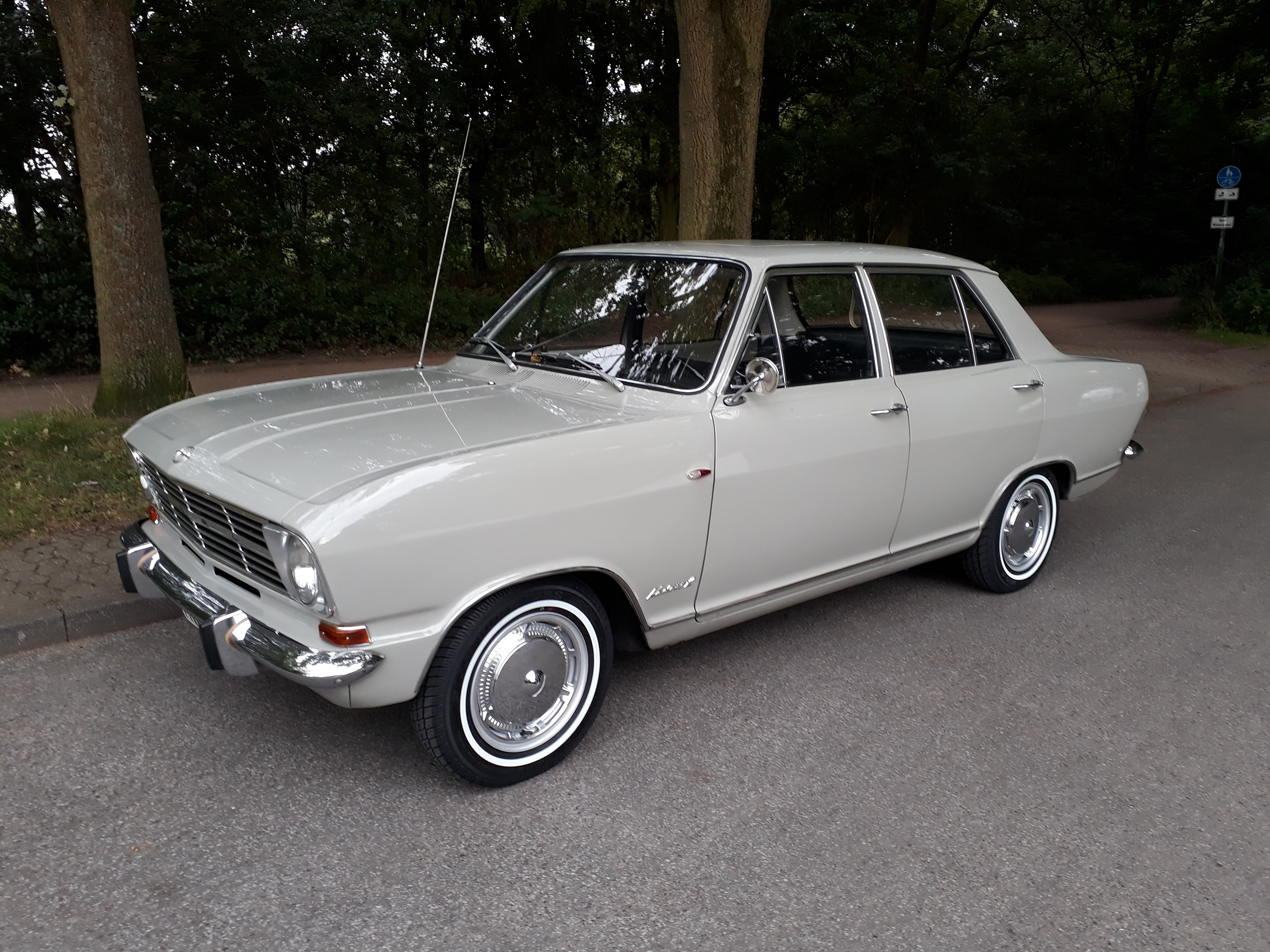
Opel Kadett 4-türige Limousine (1967–1970)
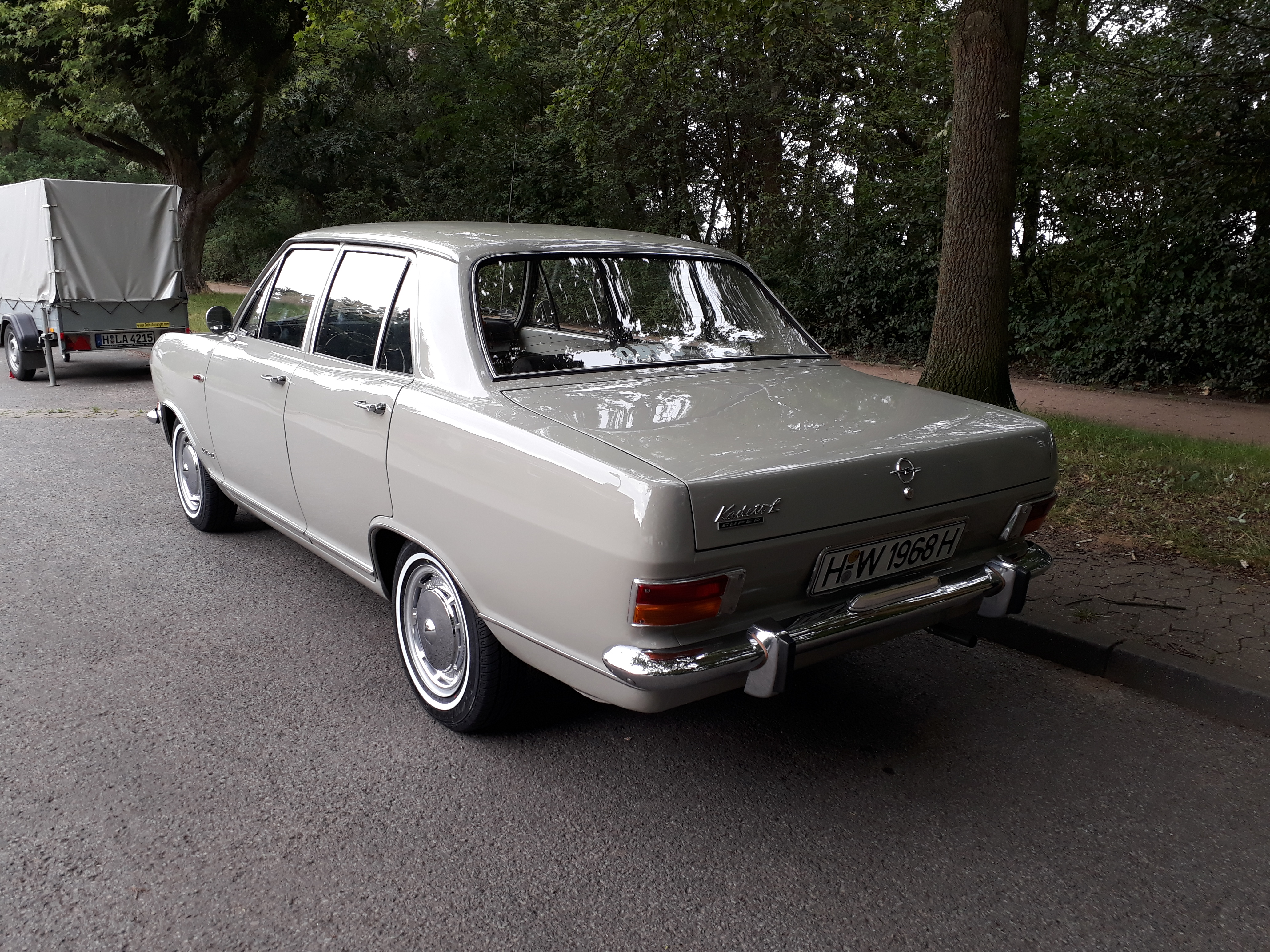
Opel Kadett 4-türige Limousine, Heckansicht
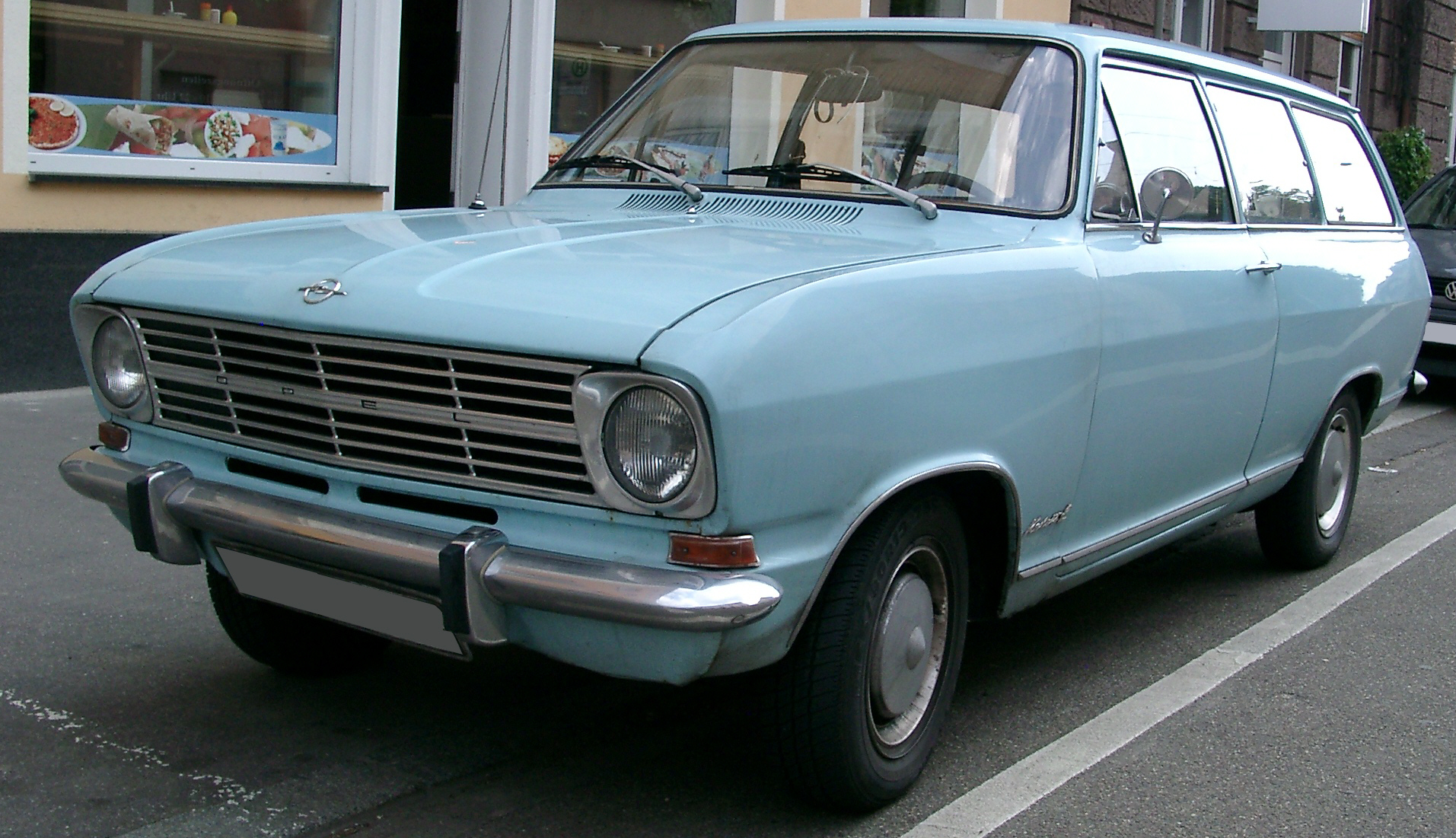
Opel Kadett Caravan L, 3-türig (1967–1971)
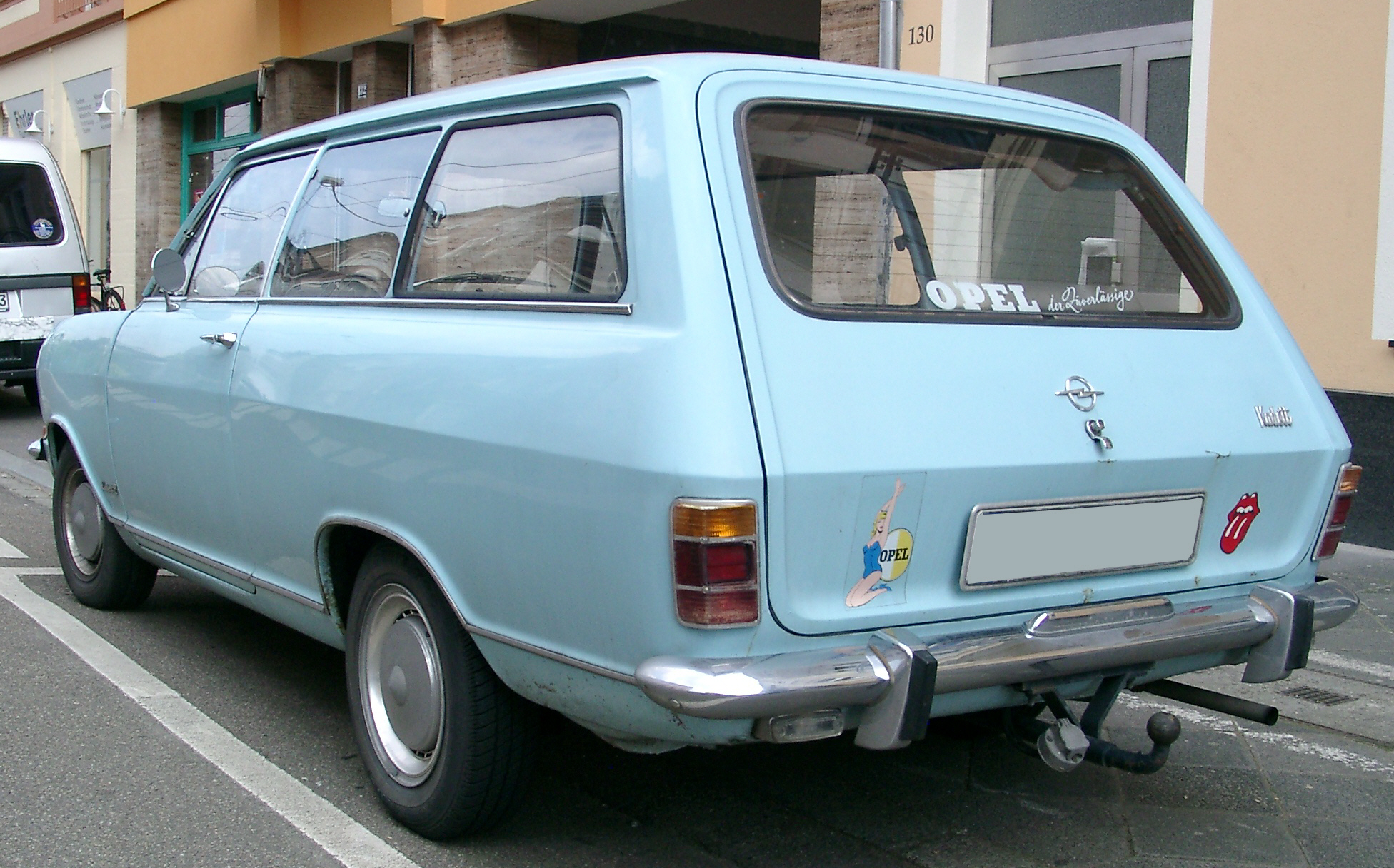
Heckansicht
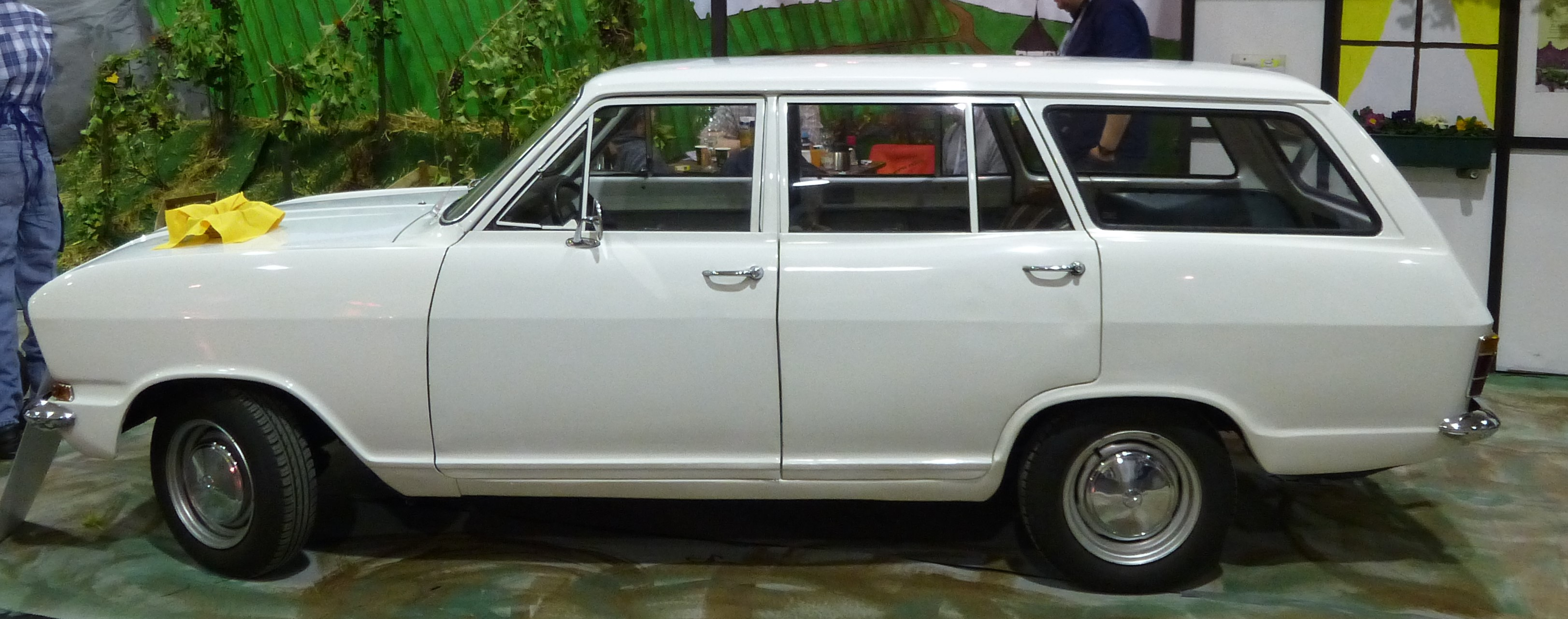
Kadett Caravan, 5-türig (1967–1970)
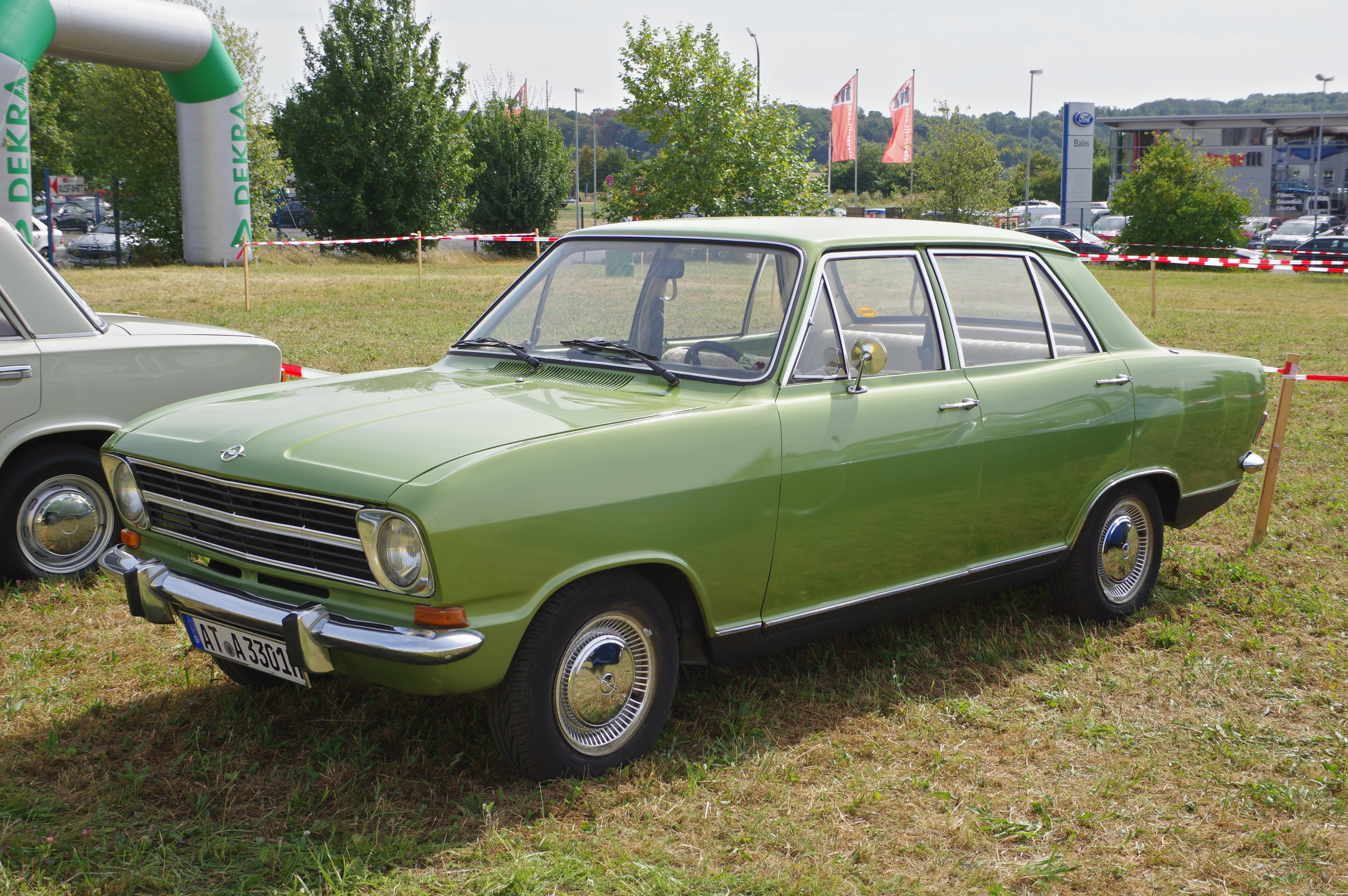
Opel Kadett 4-türige Limousine (1971–1973) mit schwarzem Kühlergrill, flachen Radkappen und Blinkergläser ohne Chromrand
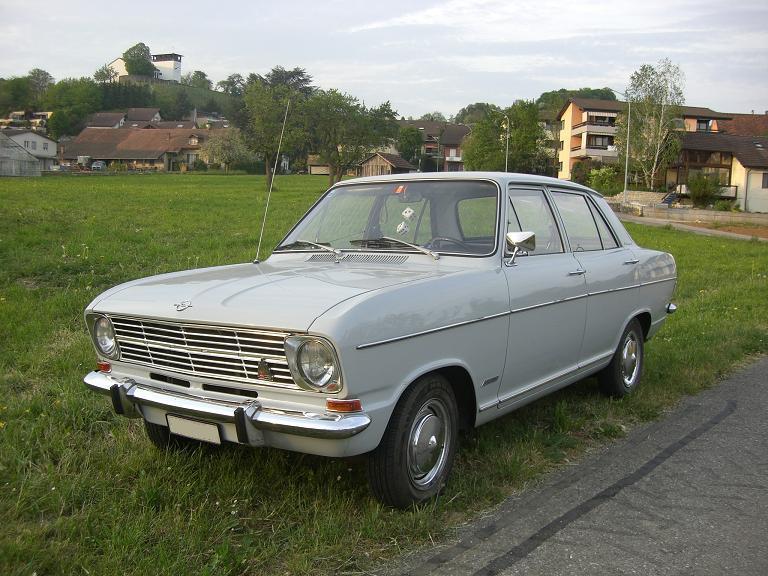
Opel Ascona 1700 (1968, Fertigung bei GM Suisse in Biel/Bienne)
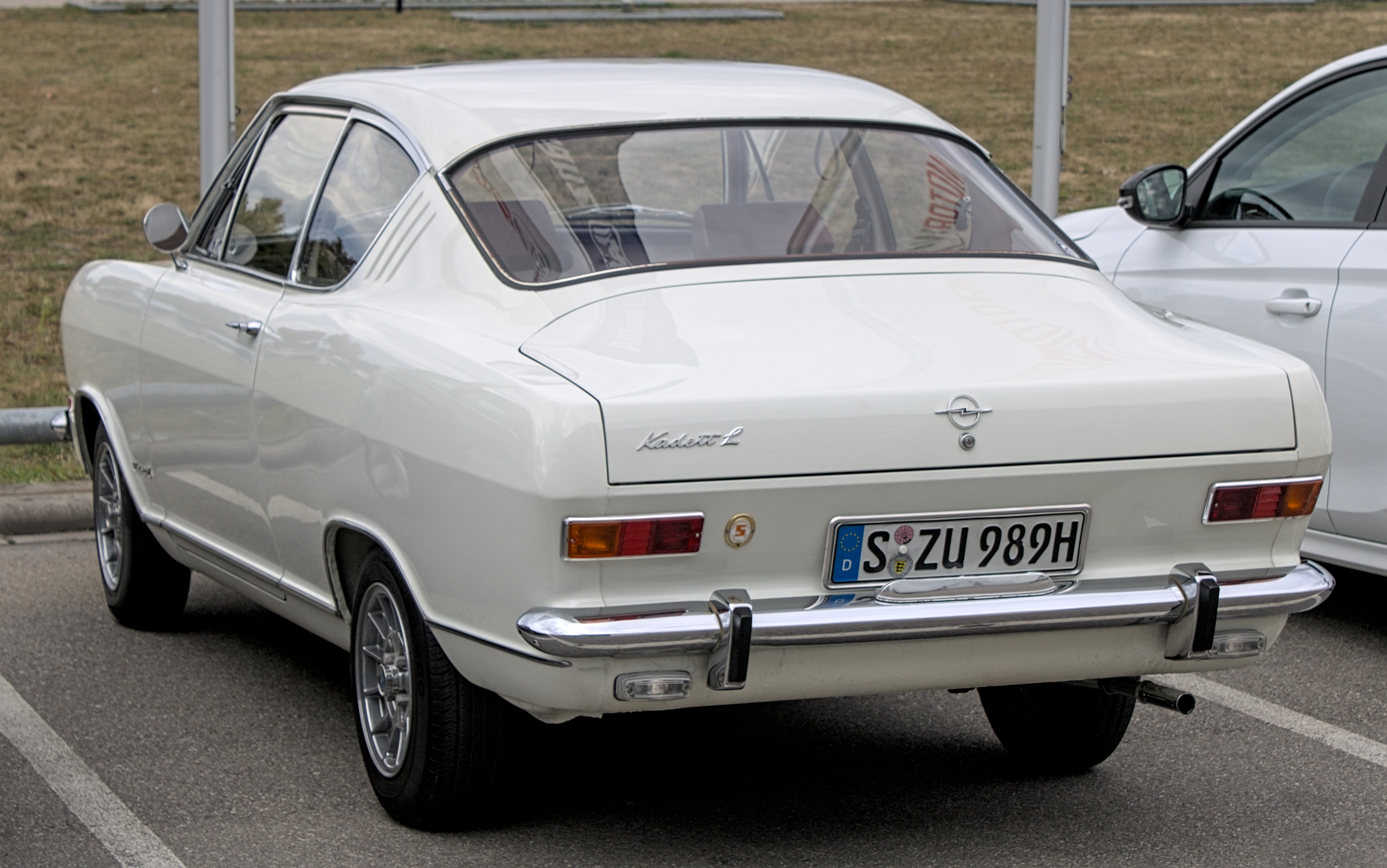
Kadett „Kiemen-Coupé“ (1965–1970)
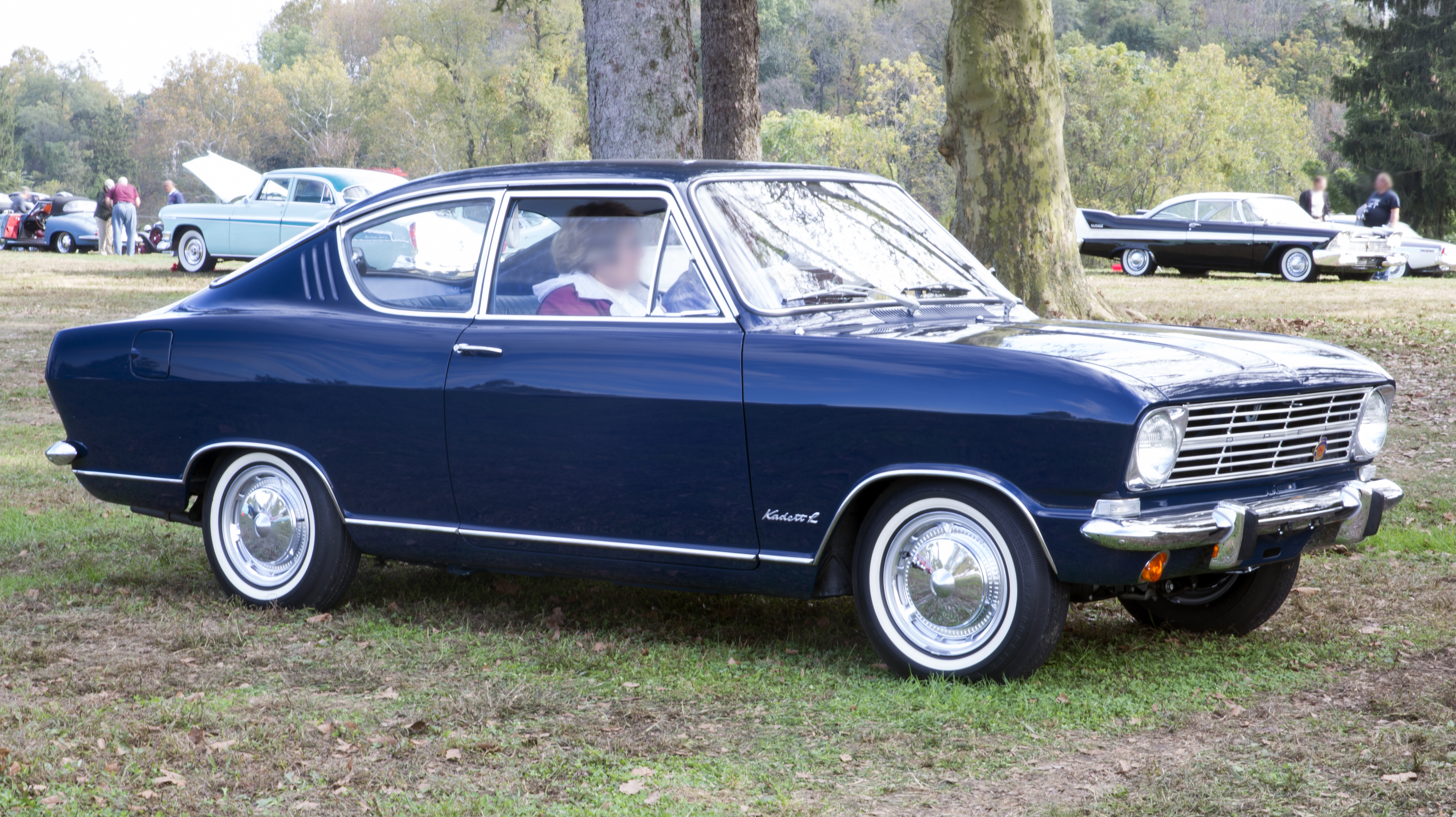
Kadett „Kiemen-Coupé“ als US-Version
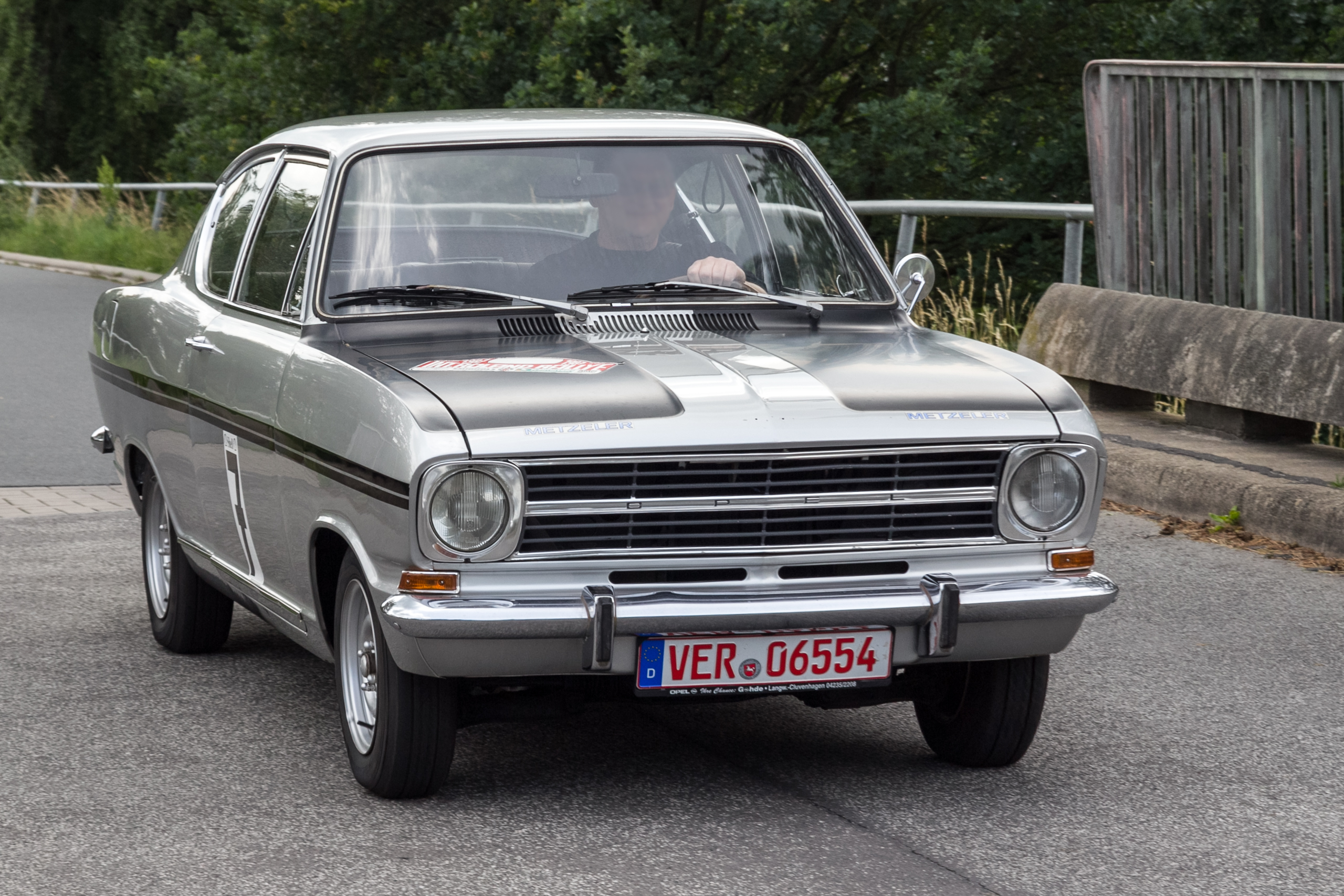
Kadett Rallye „Kiemen-Coupé“ (1966–1970)
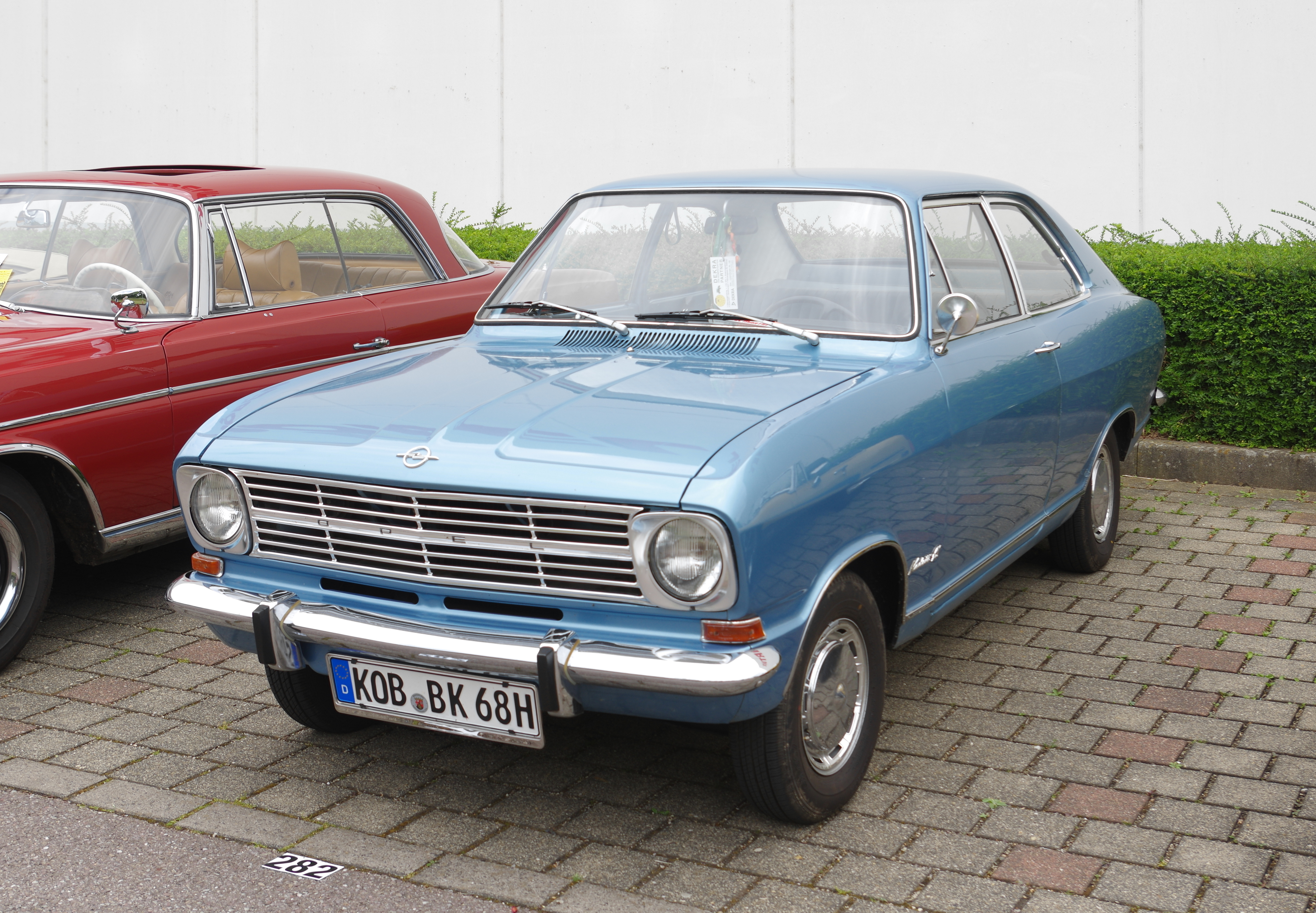
Kadett LS Fließheck-Limousine (1967–1970)
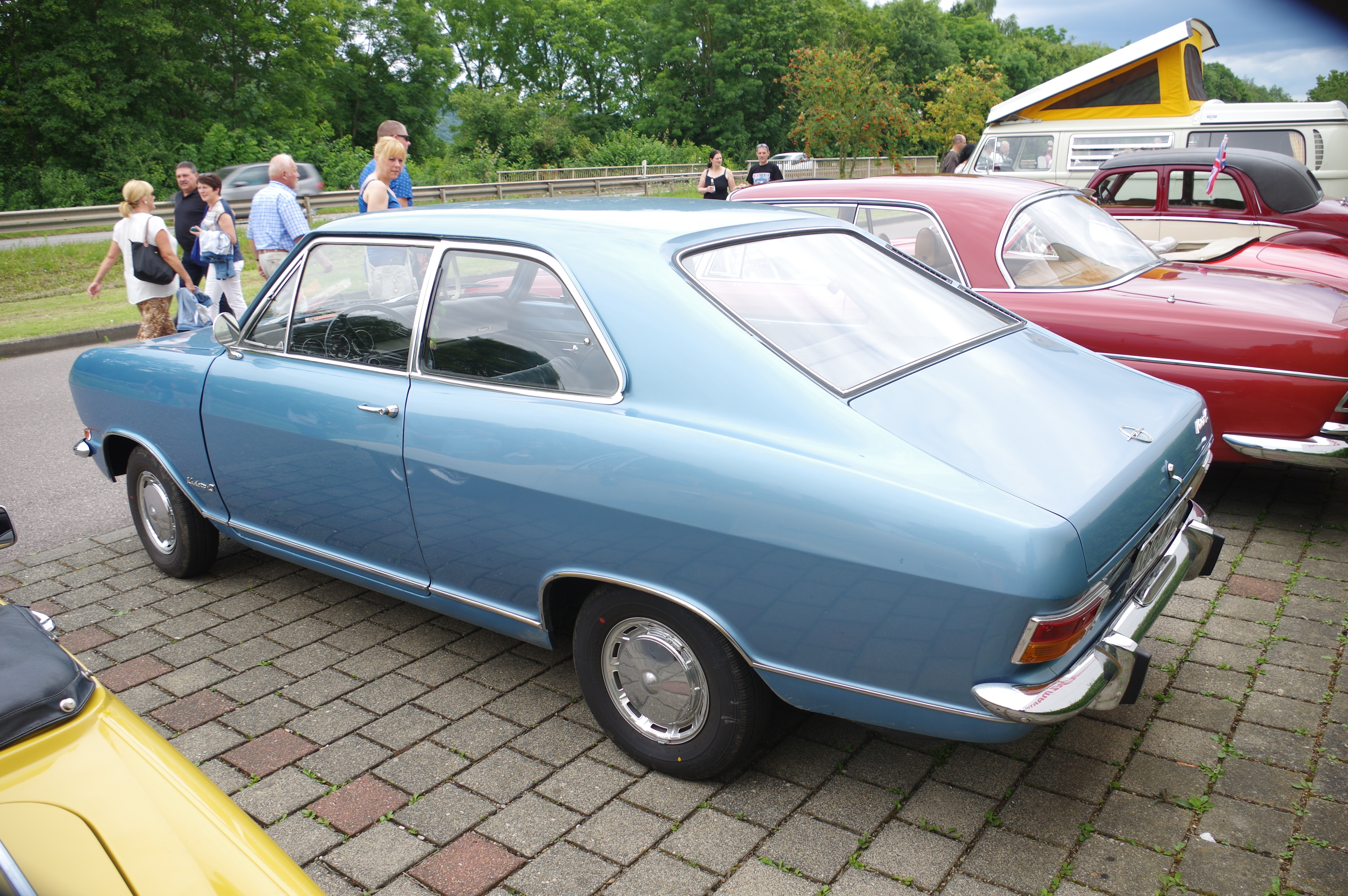
Kadett LS Fließheck-Limousine (1967–1970)
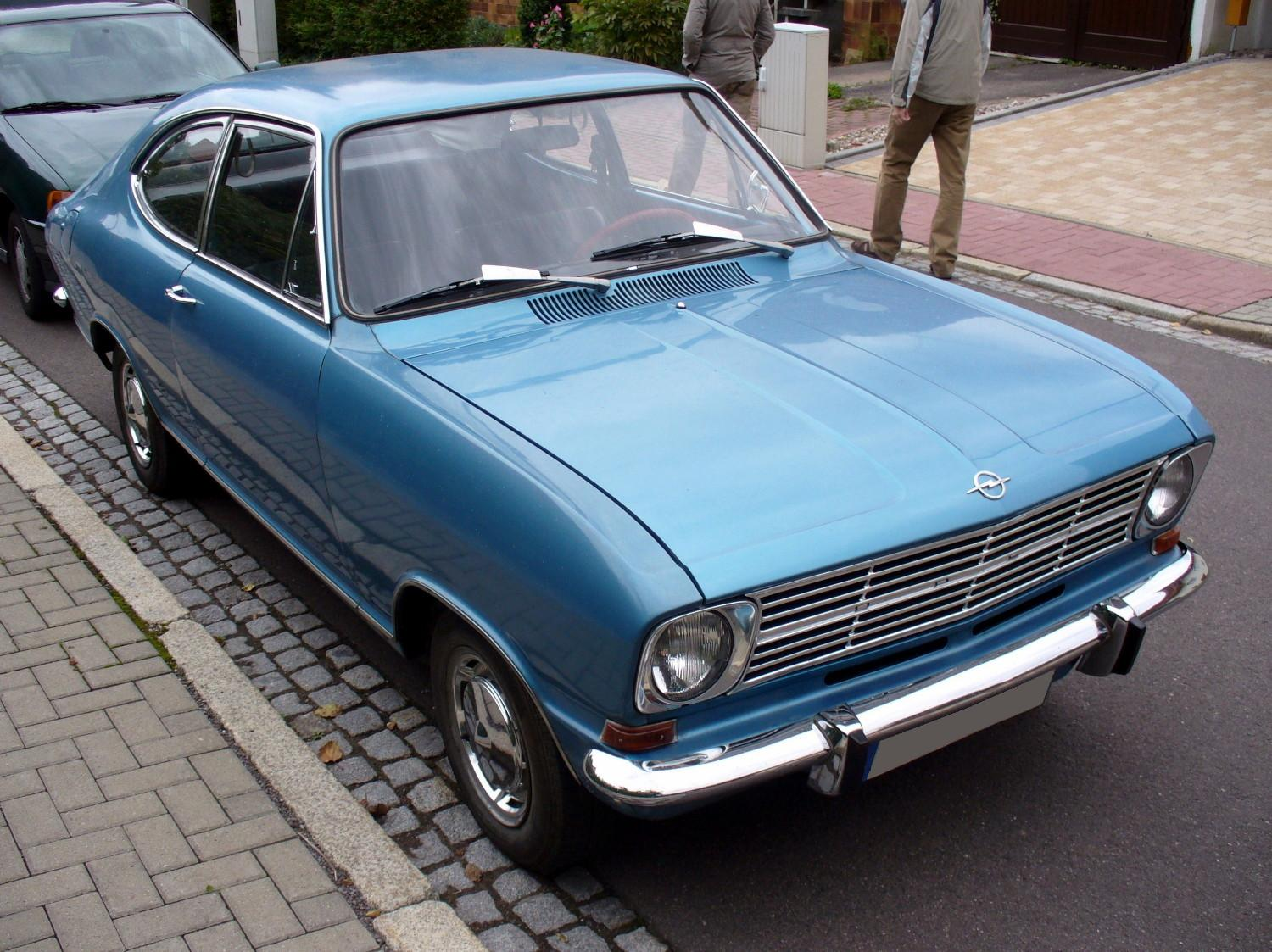
Kadett „Coupé F“, 1967–1970
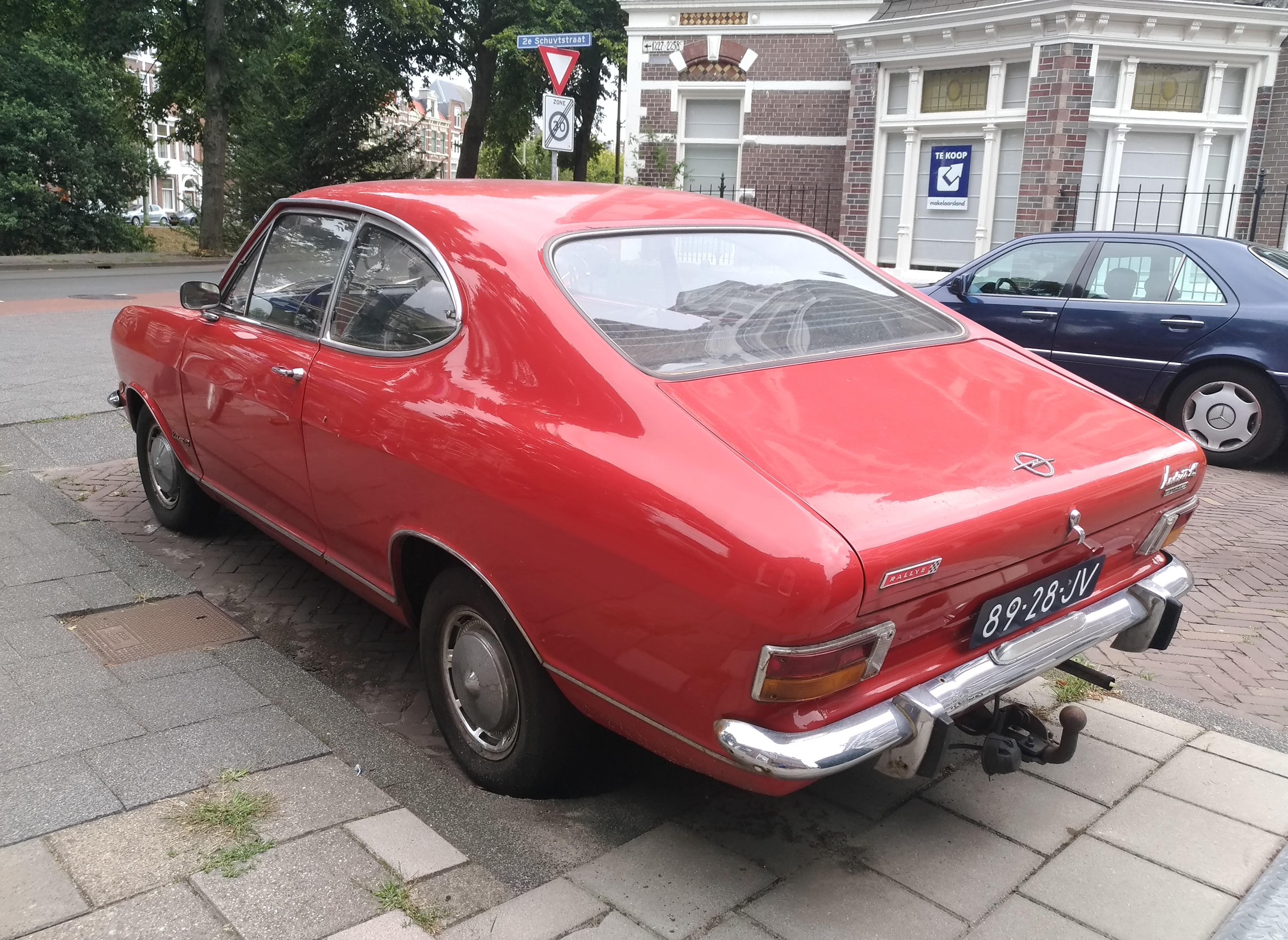
Kadett „Coupé F“ (Heckansicht)
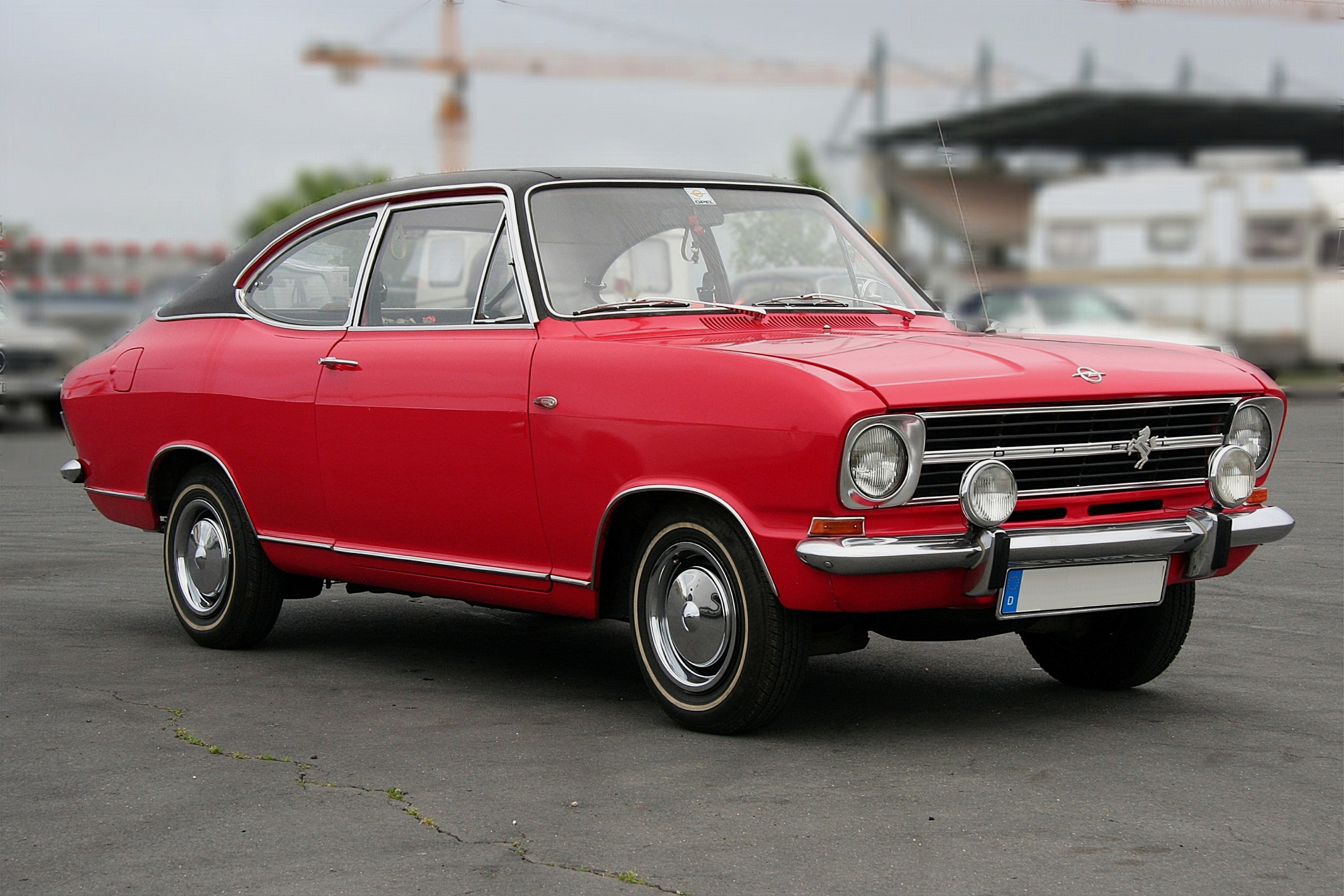
Kadett „Coupé F“ (1971–1973)
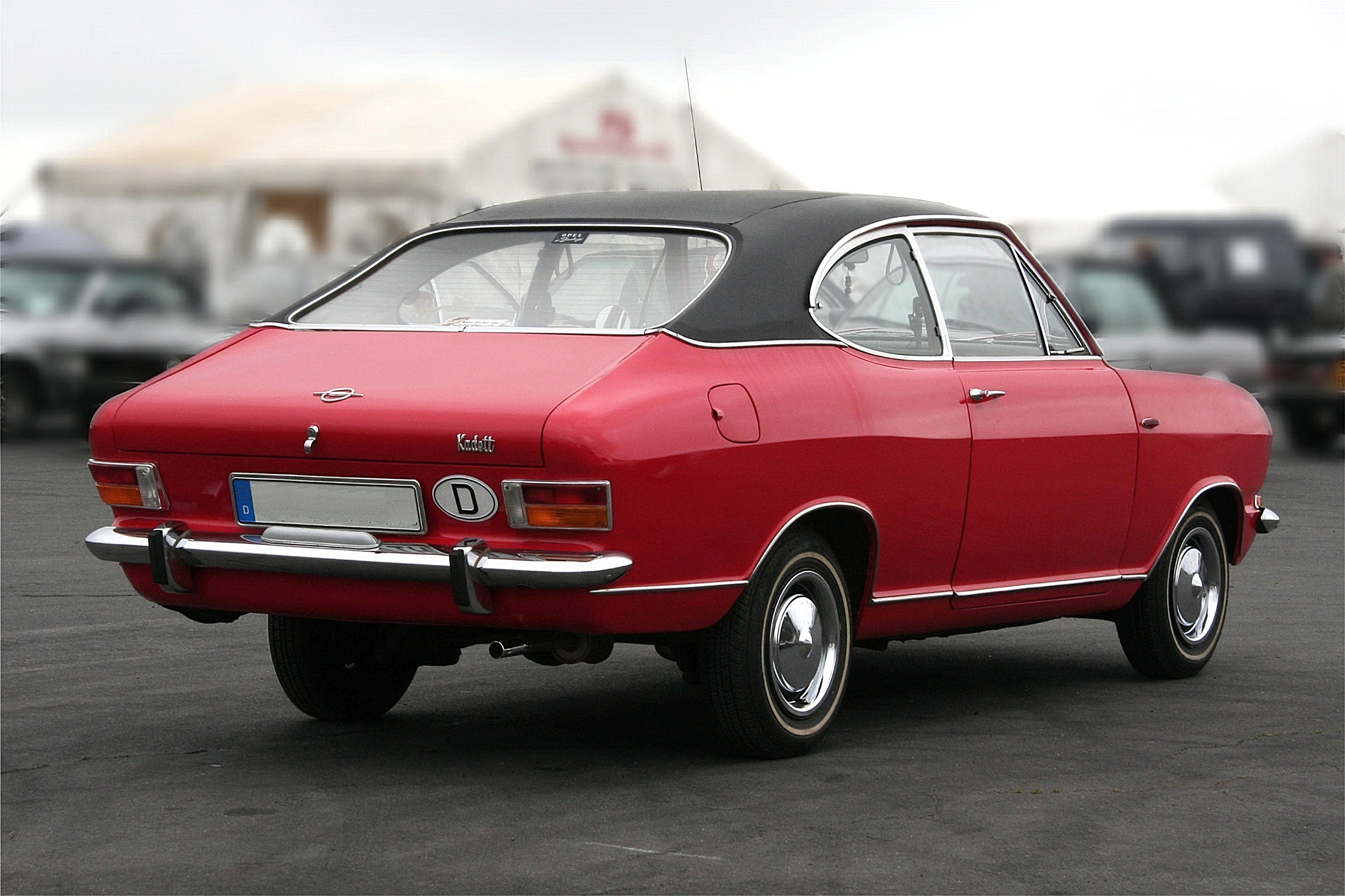
Kadett „Coupé F“ (Heckansicht); das Vinyldach war gegen Aufpreis erhältlich.

## Motoren
Im Kadett B wurden zwei Motorenarten eingesetzt: Die meisten erhielten einen OHV-Motor (Motor mit seitlicher Nockenwelle: 10N bis 12S, 40–60 PS/29–44 kW), der schon in zwei Varianten des Kadett A eingebaut war. Darüber hinaus wurde zusätzlich der CIH-Motor (Nockenwelle im Zylinderkopf) aus dem Opel Rekord C (15S bis 19H, 65–106 PS/48–78 kW) angeboten.
OHV-Motoren:
- 10N: 40 PS/29 kW (ab ?/72), nur für Export (zum Beispiel nach Italien)
- 10S: 48 PS/35 kW (ab ?), nur für Export (zum Beispiel nach Italien)
- 11L: 40 PS/29 kW (nur für Export)
- 11N: 45 PS/33 kW (bis 8/71)
- 11N: 50 PS/37 kW (ab 9/71)
- 11S: 55 PS/40 kW (bis 8/71)
- 11SR: 60 PS/44 kW (ab 11/66 bis 8/71)
- 12S: 60 PS/44 kW (ab 9/71)

CIH-Motoren:
- 15S: 65 PS/48 kW (ab 9/67 bis 8/70), nur für Export (zum Beispiel nach Schweden, Österreich und USA)
- 17S: 75 PS/55 kW (ab 9/67 bis 8/70).
- 19S: 90 PS/66 kW (ab 9/67)
- 19HL bzw. 19H: 106 PS/78 kW (ab 4/70)

Der 19S-Motor war in Deutschland dem Rallye-Coupé vorbehalten;
für den USA-Export gab es ihn jedoch in allen Modellen.
Der 19HL (HL für „Hochleistung“, später nur noch mit Bezeichnung „19H“) war für 10.904,64 DM (Frühjahr 1971) als Kadett Rallye Sprint auf Sonderwunsch zu haben. Diese Variante wurde sowohl von den Opel-Händlern als auch von dem Tuner Steinmetz vertrieben und konnte normal bestellt werden. Dazu musste man allerdings Kenntnis von dieser Möglichkeit haben, denn in offiziellen Preislisten war diese Variante nicht enthalten. Somit blieb die Zahl der in Deutschland verkauften Rallye Sprint recht gering. Im Ersatzteilkatalog gibt es im Kapitel „Motor“ eine Ergänzungsseite mit sämtlichen beim Sprint-Kadett gegenüber dem normalen 1900er Rallye-Kadett abweichenden Teilen. Nach Schweden wurde der Kadett B Rallye mit der Sprint-Maschine häufiger verkauft.

## Sondermodelle

### Rallye Kadett

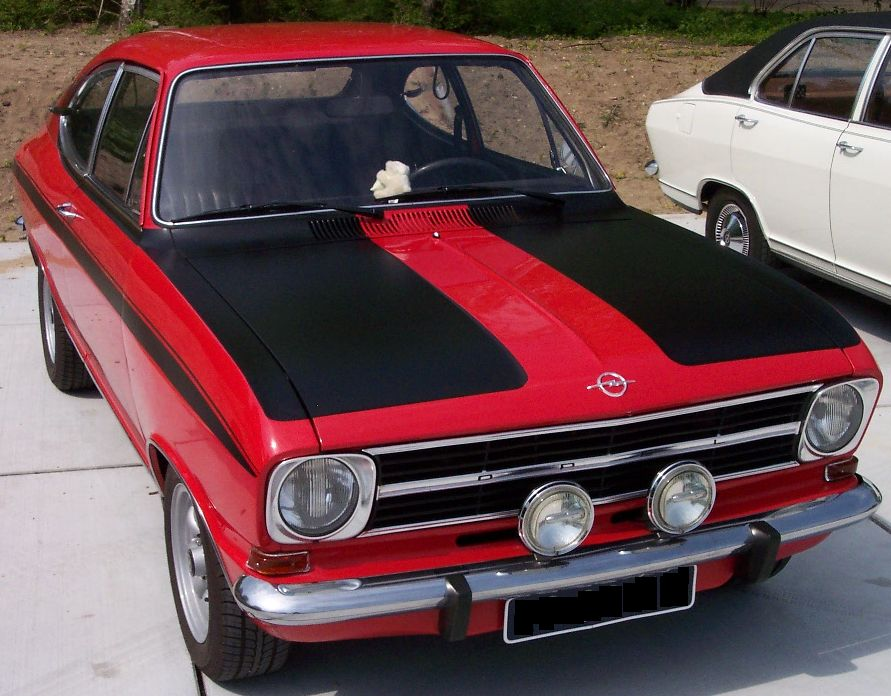
Opel Rallye Kadett („Coupé F“, 1967–1973)

Der Wagen wurde nur als Coupé angeboten; bis Juli 1967 ausschließlich als „Kiemen-Coupé“ mit dem 60 PS (44 kW) starken 1,1-Liter-SR-Motor mit Zwei-Vergaser-Anlage. Gegenüber dem S-Motor hatte sich zwar die Leistung um 5 PS (4 kW) erhöht, gleichzeitig aber lag das unveränderte maximale Drehmoment erst bei 3500–4500/min anstatt bisher 2400–3600/min an.
Äußerlich zu erkennen an den zusätzlichen Halogen-Fernscheinwerfern, der mattschwarzen Lackierung der Motorhaube zur Einschränkung von Lichtreflexionen, anderen Seitenstreifen, mattschwarz lackierten Türschwellern und der schwarzen Innenausstattung: Kunstledersitze, Himmel, Sonnenblenden usw. Auf Wunsch konnte der Wagen auch ohne mattschwarze Haube und Seitenstreifen geliefert werden, die schwarzen Schweller und die spezielle Innenausstattung blieben aber auch dieser „Understatement-Ausführung“ erhalten. Von dieser Möglichkeit machten aber nur sehr wenige Kunden Gebrauch.
Weitere Ausstattungsmerkmale: Sportlenkrad, Dreipunkt-Sicherheitsgurte vorn, Drehstromlichtmaschine, Gürtelreifen der Dimension 155-13 und Zusatzinstrumente. Rechts neben dem Tacho war ein Drehzahlmesser anstelle der großen Uhr, die als kleinere Version in der zusätzlichen Mittelkonsole zusammen mit Öldruckmesser und Amperemeter untergebracht wurde.
Ab 1967 gab es in der neuen Coupé-Karosserie („Coupé F“) den Rallye Kadett auch mit dem 1,9-Liter-S-Motor und 90 PS (66 kW). Wegen geänderter Abgasbestimmungen entfiel ab August 1971 der 1,1-Liter-SR-Motor mit 60 PS (44 kW) und wurde durch den 1,2-Liter-S-Motor gleicher Leistung ersetzt.
Ein neuartiges Leerlaufsystem von Solex, das bei Mehrvergaser-Motoren eine Überfettung im Schiebebetrieb verhinderte und die Leerlaufeinstellung vereinfachte, wurde erstmals in Rallye-Kadett-Ausführungen eingesetzt, die für den Export in die USA bestimmt waren.

### Kadett Sport
Ein weiteres sportliches Sondermodell war der Kadett „Sport“.
Der Prospekt dieses Sondermodells warb mit dem Spruch „Kadett Holiday Sport – für sportliche Fahrer!“  Der „Sport“ wurde nur im Jahrgang 1973 gebaut. Er war keine aufgewertete Luxus-Limousine wie die sonstigen „Holidays“, sondern eine mit sportlichen Extras versehene Standard-Limousine mit einer „Kriegsbemalung“ ähnlich wie beim Rallye-Kadett. Allerdings ist der „Sport“ auf keinen Fall mit dem Rallye-Kadett zu verwechseln, da er nur als zweitürige Standard-Limousine angeboten wurde und der Rallye als Basis ein Luxus-Coupé hat.
Mit dem „Sport“ wurden eindeutig junge Fahrer angesprochen, denen der Wagen für 8228 DM als günstige Alternative zum 9399 DM teuren Kadett Rallye angeboten wurde. Der Preisunterschied zwischen beiden Fahrzeugen betrug 1171 DM.
Der „Sport“ wurde nur als Zweitürer mit dem 1,2-Liter-S-Motor (60 PS/44 kW) und Sportschaltung geliefert. Zur serienmäßigen Standardausstattung kamen hinzu:
- schwarz mattierter Kühlergrill, Motorhaube und Stoßfänger
- schwarze Seitenstreifen mit Schriftzug „SPORT“ auf der Heckklappe
- Sportauspuff
- Drehzahlmesser
- Amperemeter, Öldruckmesser, Zeituhr (als Zusatzinstrumente in der Kunststoff-Mittelkonsole, wie beim Rallye ab 1968)
- Sportlenkrad (Lenkradkranz schwarz umschäumt)
- Sportschaltung
- Bremskraftverstärker (serienmäßig bei 12-S-Motor)
- Scheibenbremsen vorn (serienmäßig bei 12-S-Motor)
- Drehstab-Stabilisatoren vorne und hinten (serienmäßig bei 12-S-Motor)
- Sporträder (Langloch-Stahlräder in silber/mattschwarz, siehe „Holiday“)
- Gürtelreifen 155 SR 13 (serienmäßig bei 12-S-Motor)
- hohe Vordersitzrückenlehnen mit Kopfstützen
- 3-Punkt-Sicherheitsgurte vorn
- heizbare Heckscheibe
- verstärkte Drehstromlichtmaschine
- Scheibenwaschanlage mit Wischerkontakt

Neben den im Prospekt ausgewiesenen Ausstattungen hatte der „Sport“ weitere außergewöhnliche Details, zum Beispiel mattschwarz auslackierte Scheinwerferrahmen, Scheibengummis ohne Chromkeder, schwarz umrahmte Rückleuchten, schwarze Kennzeichenbeleuchtung und mattschwarzer Außenspiegel.
Lieferbare Farben laut Prospekt: Ziegelrot, Ocker und Citrusgelb.

### Kadett Holiday
Der Kadett Holiday (nur Modelljahr 1973) ist ein Sondermodell mit aus anderen Modellen als Extras bekannten Ausstattungsdetails. Das waren:  Sportstahlräder, Sportlenkrad Nebelscheinwerfer (große Ausführung) und Nebelschlussleuchte, hohe Vordersitzrückenlehnen mit Kopfstützen und ein aufgeklebter, rundumlaufender, schmaler, schwarzer Zierstreifen.

### Kadett Festival
Der Kadett Festival (nur Modelljahr 1973) ist die Luxusausführung. Als Sport Coupé und Sport Limousine (nicht zu verwechseln mit dem Sondermodell „SPORT“) glänzte der Kadett mit Metallic-Lackierungen und nur für dieses Modell verwendeten Velourssitzen. Er wurde ausschließlich mit dem 12S-Motor geliefert, die 3-Gang-Vollautomatik war auf Wunsch auch lieferbar. Die Serienausstattung bestand aus Sportlenkrad, Scheibenbremsen, Bremskraftverstärker, Stabilisatoren vorne und hinten, 35 A-Drehstromlichtmaschine, Halogen-Fernscheinwerfern, heizbarer Heckscheibe, Sporträdern mit 155 SR 13 Gürtelreifen und einem zweifachen dünnen Seitenstreifen. Die Listenpreise waren für das Coupé 8190 DM (Automatik: 8717 DM) und die Limousine 7850 DM (Automatik: 8274 DM). Der Festival wurde in den Farben Saharagold, Monzablau und Limonengrün geliefert.

### Kadett Grand Prix
Der Kadett Grand Prix (ebenfalls nur Modelljahr 1973) ist eine aufgewertete zweitürige Standard-Limousine. Zusätzlich zur Standardausstattung hat er Teppichboden, Sportlenkrad, Stahlgürtelreifen 155 SR 13, Drehstromlichtmaschine 45 Ampere, heizbare Heckscheibe, 3-Punkt-Sicherheitsgurte, verstellbare Rückenlehne Beifahrerseite, Ausstellfenster hinten, Haubenverschluss mit Innenbetätigung. Der Grand Prix wurde in den Farben Ziegelrot, Ocker, Arktisweiß und Sierrabeige ausgeliefert. Gegen Aufpreis war der Grand Prix auch mit dem 1,2-Liter-Motor lieferbar, auf Wunsch außerdem mit 3-Gang-Vollautomatik.

### Kadett XE (Preisboxer)
Der XE (für „EX-port“) ist ein ausgesprochenes Sparmodell mit einfachster Ausstattung. Er war in Europa jahrelang im Angebot, in Deutschland wurde er nur in zwei Sonderaktionen angeboten. Bei der zweiten Aktion hieß er werbewirksam „Preisboxer“.

### Kadett Export USA

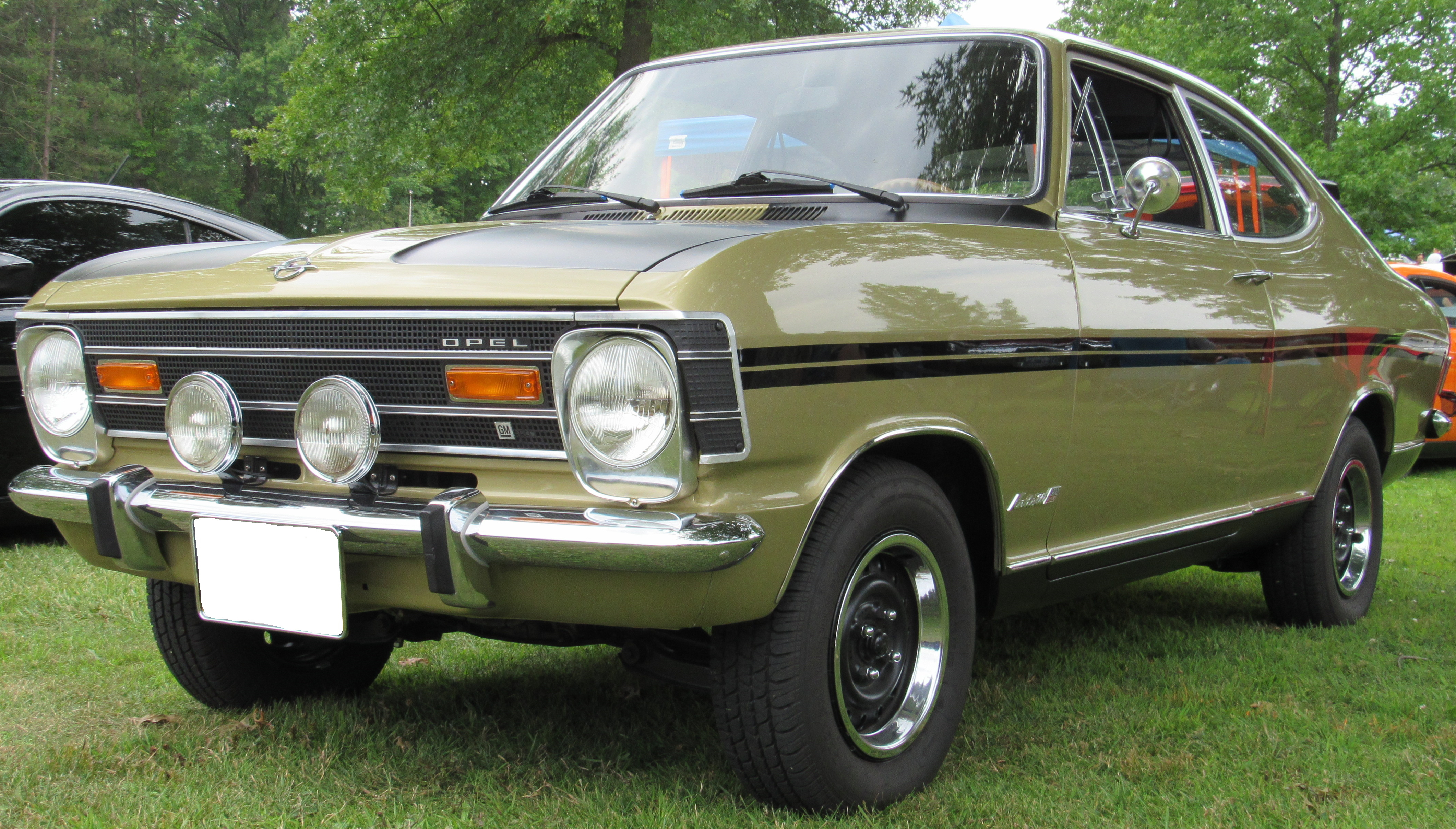
USA-Modell

Von November 1965 bis Herbst 1972 wurde der Kadett B auch in den USA über ausgewählte Buick-Händler angeboten. Das Export-Modell für die USA unterschied sich von den sonstigen Modellen. Bei den Bis-Fgstnr.-Modellen waren die Unterschiede noch gering, z. B. spezielle runde Blinker im unteren Luftleitblech, Warnblinkanlage und andere Luftfiltergehäuse. Ab Modelljahr 1968 bekamen die Export-Modelle für die USA eine dem Olympia A ähnliche Front (sowohl Kühlergrill als auch Lampenzierringe unterscheiden sich aber von denen des Olympia A in Details) mit Sealed-Beam-Scheinwerfern sowie Seitenmarkierungsleuchten an den vorderen Kotflügeln. In den letzten Baujahren hielten noch größere Heckleuchten Einzug in die Serie, die seitlich weiter in die Seitenwände hineinragten. Nach den Werksferien 1967 wurde das Kiemencoupé in den USA nicht mehr angeboten. Außerdem wurde der Viertürer in den USA nur sporadisch angeboten, nämlich in den Modelljahren 1966/67 und 1971/72. Insgesamt verkaufte Opel über die GM-Konzernschwester Buick vom Kadett B in den USA rund 430.000 Stück, die ihn als „Mini Brute“ („den kleinen Grobian“) anpries.

### Kadett Export Südafrika
Der über GM in Port Elizabeth vertriebene und in Aloes, P. E. zusammengesetzte Opel Kadett unterscheidet sich zunächst durch Rechtslenkung von den übrigen Modellen. Beim Bis-Modell kommen äußerlich vorne und hinten jeweils zwei kleine runde Reflektoren neben den Blinkern hinzu. Technisch unterscheidet sich dieses Exportmodell vor allem durch Motor und Getriebe. Der Motor ist eine Konstruktion von Vauxhall mit 997 cm³ Hubraum. Das Getriebe stammt ebenfalls aus dem Vauxhall Viva. Es hat eine Sportschaltung mit einem speziell angepassten Getriebetunnel.

### Kadett Sprint
Der Kadett Sprint (auf Basis Rallye Kadett) zeichnet sich durch den 1,9-Liter-HL-Motor (HL für Hochleistung) mit zwei Weber-Doppel-Fallstromvergasern (40 DFO) und 106 PS (78 kW) aus. Das Fahrzeug, entwickelt für Sportfahrer, wurde von Opel in keiner Kadett-B-Preisliste aufgeführt, konnte aber beim Opel-Händler oder bei Steinmetz, der ein spezielles Prospektblatt dafür drucken ließ, als Neufahrzeug geordert werden (Preis bei Steinmetz: 10.000 DM). Der Kadett Sprint wurde in kleinen Serien bei Opel aufgelegt, wenn genug Bestellungen vorlagen. Auf Wunsch war neben zahlreichem Sportzubehör ein 5-Gang-Getriebe lieferbar.

### Kadett Special
Diese Modellbezeichnung gab es nur in der Schweiz, in den Beneluxländern und in Dänemark. Der Special aus der Schweiz hat den Schriftzug „Special“ auf rotem Grund sowohl am Heck als auch auf der Motorhaube vorne links. Der Special aus den Niederlanden hat den Schriftzug „Special“ auf schwarzen Grund und nur am Heck. Der dänische Special hatte als besonderes Kennzeichen eine in Segmenten mattschwarz lackierte Motorhaube wie der Rallye, eine bei Limousinen sonst nur beim Sondermodell „Sport“ erhältliche Variation.

### Ascona 1700
Der Ascona 1700 (nicht zu verwechseln mit der erst 1970 eingeführten Opel-Baureihe Opel Ascona) ist ein viertüriger Kadett B Standard mit 1,7-Liter-„S“-Motor, stark modifizierter Innenausstattung und einigen Elementen der Luxus-Ausführung. Er wurde bis auf die ersten vier Exemplare (aus Bochum) im Schweizer GM-Werk Biel montiert und ausschließlich in der Schweiz angeboten. Insgesamt wurden 2560 „Opel Ascona 1700“ gebaut.
Abweichend von der Standardausstattung sind Zierleisten unten auf den Türen (oben jedoch nicht) und Stoßstangenhörner. An den Seiten der Karosserie ist der Wagen auf dem Karosserieknick unterhalb der Türgriffe auf ganzer Länge mit einer Zierleiste (Edelstahl mit Gummieinlage) bestückt, die es bei keinem anderen Kadett B gegeben hat. Innen ist der Ascona 1700 mit Aschenbechern in den hinteren Türen und Teppichboden anstelle des bei Standardausführungen üblichen Gummibelages ausgestattet. Ebenfalls an keinem anderen Opel-Modell hat es die bei diesem Modell verwendeten Ascona-Schriftzüge gegeben (die aus Kunststoff mit dünnem Metallüberzug bestehen), die auf dem Handschuhkastendeckel, den Kotflügeln und dem Kofferraumdeckel angebracht sind. Auf den C-Säulen trägt das Modell den Schriftzug „1700“.

### Kadett Brabham
Diese Variante bot Opel selbst nicht an. Es gab sie ausschließlich als Bis-Fahrgestellnummer-Modelle, die das Autohaus Dechent im Saarland vertrieb. Sie umfasst Änderungen am Fahrwerk, am Aussehen und der Motorleistung (zum Beispiel SU-Doppelvergaser) und ist für sportliche Zwecke gedacht, vergleichbar mit den Produkten der Tuner Irmscher und Steinmetz.

## Technische Daten
| Opel Kadett               | 1100 (1965–1971) | 1100 (1971–1973) | 1100 S (1965–71) | 1100 SR (1967–70) | 1200 S (1971–73) | 1700 S (1967–70) | Rallye-Kadett 1900 S (1967–73) |
| ------------------------- | --- | --- | --- | --- | --- | --- | --- |
| Motor                     | Vierzylinder-Reihenmotor (Viertakt) | Vierzylinder-Reihenmotor (Viertakt) | Vierzylinder-Reihenmotor (Viertakt) | Vierzylinder-Reihenmotor (Viertakt) | Vierzylinder-Reihenmotor (Viertakt) | Vierzylinder-Reihenmotor (Viertakt) | Vierzylinder-Reihenmotor (Viertakt) |
| Hubraum                   | 1078 cm³ | 1078 cm³ | 1078 cm³ | 1078 cm³ | 1196 cm³ | 1698 cm³ | 1879 cm³ |
| Bohrung × Hub             | 75 × 61 mm | 75 × 61 mm | 75 × 61 mm | 75 × 61 mm | 79 × 61 mm | 88 × 69,8 mm | 93 × 69,8 mm |
| Leistung (PS) bei 1/min   | 33 kW (45 PS) 5000 | 37 kW (50 PS) 5400 | 40 kW (55 PS) 5400 | 44 kW (60 PS) 5200 | 44 kW (60 PS) 5400 | 55 kW (75 PS) 5200 | 66 kW (90 PS) 5100 |
| Max. Drehmoment bei 1/min | 74 N m 2400–3200 | 73 N m 3000 | 81 N m 2400–3600 | 83 N m 3800–5000 | 88 N m 3000–3800 | 128 N m 2700 | 146 N m 2500–3100 |
| Verdichtung               | 7,6 : 1 | 7,8 : 1 | 8,8 : 1 | 9,2 : 1 | 9,0 : 1 | 9,5 : 1 | 9,0 : 1 |
| Gemischaufbereitung       | 1 Fallstromvergaser | 1 Fallstromvergaser | 1 Fallstromvergaser | 2 Fallstromvergaser | 1 Fallstrom-Vergaser | 1 Fallstrom-Vergaser | 1 Register-Fallstrom-Vergaser |
| Ventilsteuerung           | OHV: Einfach-Rollenkette, seitliche Nockenwelle, Stößel, Stoßstangen, Kipphebel                                                                                   | OHV: Einfach-Rollenkette, seitliche Nockenwelle, Stößel, Stoßstangen, Kipphebel                                                                                   | OHV: Einfach-Rollenkette, seitliche Nockenwelle, Stößel, Stoßstangen, Kipphebel                                                                                   | OHV: Einfach-Rollenkette, seitliche Nockenwelle, Stößel, Stoßstangen, Kipphebel                                                                                   | OHV: Einfach-Rollenkette, seitliche Nockenwelle, Stößel, Stoßstangen, Kipphebel                                                                                   | CIH (OHC): Duplex-Rollenkette, obenliegende Nockenwelle, Stößel, Kipphebel                                                                                        | CIH (OHC): Duplex-Rollenkette, obenliegende Nockenwelle, Stößel, Kipphebel                                                                                        |
| Kühlung                   | Wasserkühlung | Wasserkühlung | Wasserkühlung | Wasserkühlung | Wasserkühlung | Wasserkühlung | Wasserkühlung |
| Getriebe                  | 4-Gang-Getriebe, Mittelschaltung ab November 1968 a. W. GM-Dreigangautomatik (nur mit 44/55/66-kW-Motor)                                                          | 4-Gang-Getriebe, Mittelschaltung ab November 1968 a. W. GM-Dreigangautomatik (nur mit 44/55/66-kW-Motor)                                                          | 4-Gang-Getriebe, Mittelschaltung ab November 1968 a. W. GM-Dreigangautomatik (nur mit 44/55/66-kW-Motor)                                                          | 4-Gang-Getriebe, Mittelschaltung ab November 1968 a. W. GM-Dreigangautomatik (nur mit 44/55/66-kW-Motor)                                                          | 4-Gang-Getriebe, Mittelschaltung ab November 1968 a. W. GM-Dreigangautomatik (nur mit 44/55/66-kW-Motor)                                                          | 4-Gang-Getriebe, Mittelschaltung ab November 1968 a. W. GM-Dreigangautomatik (nur mit 44/55/66-kW-Motor)                                                          | 4-Gang-Getriebe, Mittelschaltung ab November 1968 a. W. GM-Dreigangautomatik (nur mit 44/55/66-kW-Motor)                                                          |
| Radaufhängung vorn        | Einzelradaufhängung an doppelten Querlenkern mit Querblattfeder unten                                                                                             | Einzelradaufhängung an doppelten Querlenkern mit Querblattfeder unten                                                                                             | Einzelradaufhängung an doppelten Querlenkern mit Querblattfeder unten                                                                                             | Einzelradaufhängung an doppelten Querlenkern mit Querblattfeder unten                                                                                             | Einzelradaufhängung an doppelten Querlenkern mit Querblattfeder unten                                                                                             | Einzelradaufhängung an doppelten Querlenkern mit Querblattfeder unten                                                                                             | Einzelradaufhängung an doppelten Querlenkern mit Querblattfeder unten                                                                                             |
| Radaufhängung hinten      | Bis Juli 1967: Zentralgelenkachse (Starrachse), Blattfedern mit Zwischenlage Ab August 1967: Zentralgelenkachse mit Längslenkern und Panhardstab, Schraubenfedern | Bis Juli 1967: Zentralgelenkachse (Starrachse), Blattfedern mit Zwischenlage Ab August 1967: Zentralgelenkachse mit Längslenkern und Panhardstab, Schraubenfedern | Bis Juli 1967: Zentralgelenkachse (Starrachse), Blattfedern mit Zwischenlage Ab August 1967: Zentralgelenkachse mit Längslenkern und Panhardstab, Schraubenfedern | Bis Juli 1967: Zentralgelenkachse (Starrachse), Blattfedern mit Zwischenlage Ab August 1967: Zentralgelenkachse mit Längslenkern und Panhardstab, Schraubenfedern | Bis Juli 1967: Zentralgelenkachse (Starrachse), Blattfedern mit Zwischenlage Ab August 1967: Zentralgelenkachse mit Längslenkern und Panhardstab, Schraubenfedern | Bis Juli 1967: Zentralgelenkachse (Starrachse), Blattfedern mit Zwischenlage Ab August 1967: Zentralgelenkachse mit Längslenkern und Panhardstab, Schraubenfedern | Bis Juli 1967: Zentralgelenkachse (Starrachse), Blattfedern mit Zwischenlage Ab August 1967: Zentralgelenkachse mit Längslenkern und Panhardstab, Schraubenfedern |
| Bremsanlage               | v + h Trommeln, Ø 200 mm | v + h Trommeln, Ø 200 mm | vorn Scheiben Ø 238 mm, hinten Trommeln Ø 200 mm (230 mm bei 1700 S/1900 S)                                                                                       | vorn Scheiben Ø 238 mm, hinten Trommeln Ø 200 mm (230 mm bei 1700 S/1900 S)                                                                                       | vorn Scheiben Ø 238 mm, hinten Trommeln Ø 200 mm (230 mm bei 1700 S/1900 S)                                                                                       | vorn Scheiben Ø 238 mm, hinten Trommeln Ø 200 mm (230 mm bei 1700 S/1900 S)                                                                                       | vorn Scheiben Ø 238 mm, hinten Trommeln Ø 200 mm (230 mm bei 1700 S/1900 S)                                                                                       |
| Karosserie                | Stahlblech, selbsttragend, alle Modelle: 40-Liter-Tank | Stahlblech, selbsttragend, alle Modelle: 40-Liter-Tank | Stahlblech, selbsttragend, alle Modelle: 40-Liter-Tank | Stahlblech, selbsttragend, alle Modelle: 40-Liter-Tank | Stahlblech, selbsttragend, alle Modelle: 40-Liter-Tank | Stahlblech, selbsttragend, alle Modelle: 40-Liter-Tank | Stahlblech, selbsttragend, alle Modelle: 40-Liter-Tank |
| Spurweite vorn/hinten     | 1250/1280 mm | 1250/1280 mm | 1250/1280 mm | 1250/1280 mm | 1250/1280 mm | 1250/1280 mm | 1250/1280 mm |
| Radstand                  | 2416 mm | 2416 mm | 2416 mm | 2416 mm | 2416 mm | 2416 mm | 2416 mm |
| Länge                     | 4105–4182 mm | 4105–4182 mm | 4105–4182 mm | 4105–4182 mm | 4105–4182 mm | 4105–4182 mm | 4105–4182 mm |
| Leergewicht               | 745–910 kg | 745–910 kg | 745–910 kg | 745–910 kg | 745–910 kg | 745–910 kg | 745–910 kg |
| Höchstgeschwindigkeit     | 125 km/h | 130 km/h | 130–135 km/h | 140 km/h | 135–140 km/h | 148–155 km/h | 157–166 km/h |
| Beschleunigung 0–100 km/h | 26 s | 21,5–23 s | 19–23 s | 17 s | 17–20 s | 14–16,5 s | 13 s |
| Verbrauch (l/100 km) (1)  | 9,0 N | 10,0 N | 9,5–10,5 S | 10,5 S | 10,5–11,5 S | 11,0–12,0 S | 11,0–12,0 S |

## Der Kadett in der Werbung
Der bereits beim Vorgängermodell benutzte Slogan „Opel Kadett kurz gesagt O. K.“ wurde auch beim Kadett B weiter verwendet. Anfang der 1970er Jahre erschien der Werbespruch „Opel Kadett. Das Auto.“ Verschiedentlich wurde der Unterstrich auch weggelassen. Mehr als dreißig Jahre später verwendete Volkswagen den gleichen Claim („Volkswagen. Das Auto.“).

## Trivia
- Die Punkband WIZO veröffentlichte 1991 auf dem Album Für’n Arsch eine Hymne auf den Kadett B.[9]
- Herbert Grönemeyer veröffentlichte 1983 auf seinem vierten Studioalbum Gemischte Gefühle den Titel Kadett.